# Агаджлы
«Агаджлы» (азерб. Ağaclı) — азербайджанские ковры, относящиеся к тебризскому типу. Своё название эти ковры получили не по месту их производства, а в соответствии с композицией. Так, композиция серединного поля этих ковров, главным образом, состоит из одного или нескольких деревьев и кустов и в редких случаях — из группы деревьев, долженствующей изображать сад или лес. Деревья же имеют различный вид. Весенние или осенние деревья, обычно бывают в цвету или с плодами (гранатами, яблоками), а иногда это кипарис, ива, плакучая ива и другие декоративные   деревья.
В Музее азербайджанского ковра и народного прикладного искусства в Баку выставлен ковёр «Агаджлы» XIX века, а также ковры «Агаджлы» работы Лятифа Керимова (1965, 1974). Ковёр «Агаджлы», также изготовленный Керимовым в 1953 году хранится в Национальном музее искусств Азербайджана (Баку).

## Особенности

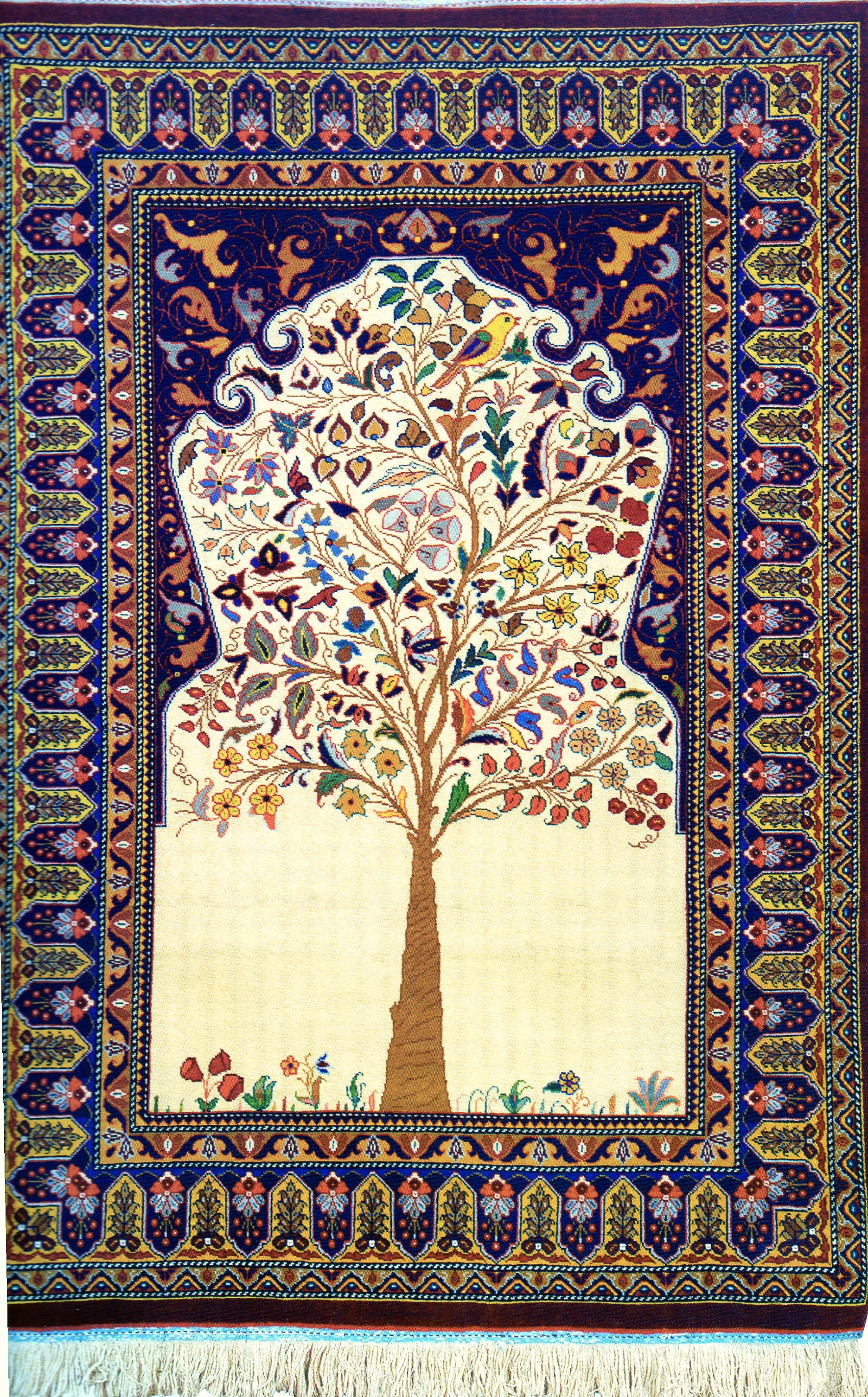
Ковёр «Агаджлы» (Л. Керимов, 1974). Музей азербайджанского ковра, Баку

Раньше такие особенности деревьев, как искривлённый, разветвлённый ствол и пр. считались сверхъестественным явлением и вызывали поклонение. Плакучая ива («меджнун союд»), например, была символом любви, дуб — олицетворением силы и мужества, а гранатовое дерево символизировало изобилие удачу. И конечно, азербайджанские ремесленники, особенно мастера ковроделия, использовали в создаваемых ими произведениях эти символические образы. А изображения деревьев на коврах были стилизованными.
Композиция ковров «Агаджлы», сотканных в XV—XVI веках в Тебризе, более сложная, а цвета — более естественные. Сады и леса на этих коврах даны в плоскостном изображении, а сам пейзаж имеет передний и задний планы. Художественная композиция же ковров «Агаджлы», сотканных в Северном Азербайджане, с её похожими друг на друга узорами и деталями, очень проста. Иногда встречаются ковры «Агаджлы», в верхней части серединного поля которых имеется лячак. Ковры «Агаджлы» простой композиции имеют небольшие размеры. Их узлы имеют небольшую плотность. Ковры же сложной композиции больше по размеру и плотнее. Иногда при создании композиции «Агаджлы» народные мастера изображают даже корни деревьев.
Стоит отметить, что композиция с изображением деревьев очень распространена в народном искусстве Средней Азии и Кавказа, в том числе Азербайджана, однако ковры «Агаджлы» тебризской художественной школы, созданные в XV—XVII веках, как по схеме, так и по художественному оформлению композиции считаются более оригинальными.